# ファビオ・ヴィルジニオ・ジ・リマ
ファビオ・リマ（Fábio Lima）ことファビオ・ヴィルギニオ・ジ・リマ（ポルトガル語: Fábio Virginio de Lima、1993年10月23日 - ）は、ブラジル出身でアラブ首長国連邦に帰化したサッカー選手。ポジションはMF。

## クラブ歴
2011年にADRCイカザで選手となった。2012年にアトレチコ・ゴイアニエンセに移り、同年、サンパウロFCのU-20チームに期限付き移籍した。翌年はCRヴァスコ・ダ・ガマに期限付き移籍。
2014年7月21日にアラビアン・ガルフ・リーグのアル・ワスルFCにジョルジーニョ監督の推薦もあり期限付き移籍、年末に完全移籍した。

## 代表歴
2020年にアラブ首長国連邦（UAE）に帰化し、同国代表選手としてプレーしている。